# Цвятко Димчевски
Цвятко Кузманов Димчевски е български художник — живописец.

## Биография
Роден е на 26 януари 1909 г. във врачанското село Бутан, Княжество България. През 1936 г. завършва софийската Художествената академия, специалност „Живопис“ в класа на Никола Маринов. В същото училище изучава керамика при Стоян Райнов.
Творчеството му се характеризира с рисуването на пейзажи и батални исторически сцени. По-известна негова картина е „Боят на Калоян с кръстоносците – 1205„, “Форсиране на Драва", някой от тях неразелна част от учебниците по история до 1989 г. Прави над 10 самостоятелни изложби, участва в ОХИ. Негови произведения притежават НХГ, военноисторичекия музей и градски галерии в страната.“.
През 1984 г. е награден с орден „Народна република България“ – II степен.